# Drobočnik
Drobočnik este o localitate din comuna Tolmin, Slovenia, cu o populație de 41 de locuitori.